# Apiocera draperae
Apiocera draperae is een vliegensoort uit de familie Apioceridae. De wetenschappelijke naam van de soort is voor het eerst geldig gepubliceerd in 1982 door Cazier.
De soort komt voor in de Verenigde Staten (Texas).